# Parágrafo 175

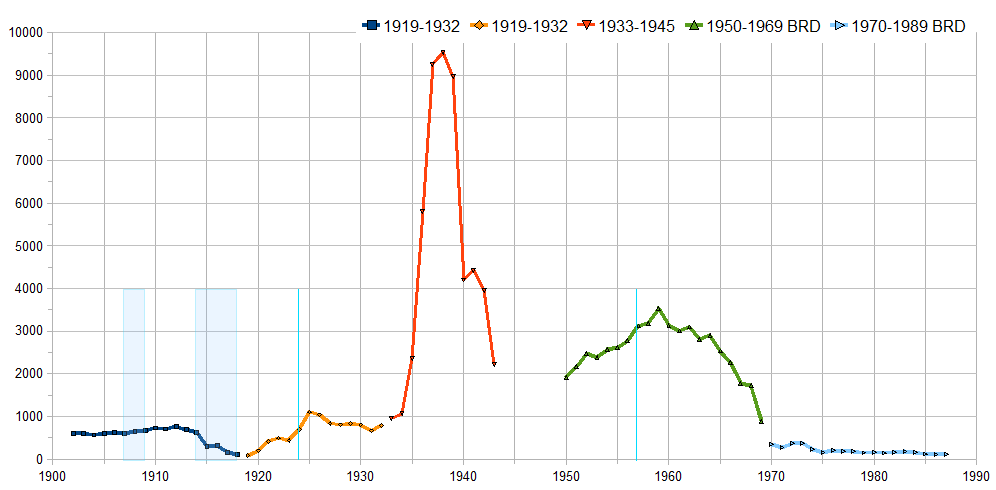
Gráfico de condenações pelo parágrafo 175. O pico ocorre durante a era nazista e cai após a revogação parcial em 1969

O Parágrafo 175, conhecido formalmente como §175 StGB e também como "Section 175" na língua inglesa, foi uma medida do Código Criminal Germânico em vigor de 15 de maio de 1871 a 11 de junho de 1994. Tornou os atos homossexuais entre homens um crime e, nas primeiras revisões, a medida também criminalizava a bestialidade, bem como as formas de prostituição e o abuso sexual de menores. Ao todo, cerca de 140.000 homens foram condenados pela lei.
O estatuto atraiu influência legal de medidas anteriores, incluindo aquelas tomadas pelo Sacro Império Romano-Germânico e pelos estados prussianos. Sofreu várias emendas ao longo do tempo. Os nazistas ampliaram a lei em 1935; nos processos que se seguiram, milhares morreram em campos de concentração e campos de extermínio, independentemente da culpa ou inocência relativas às suas práticas sexuais, enquanto uma perseguição social generalizada de homossexuais ocorria.
Após o fim da Segunda Grande Guerra, a Alemanha foi dividida, e o Muro de Berlim foi a expressão concreta dessa divisão. A Alemanha Oriental (comunista) em 1950 e a Alemanha Ocidental (capitalista), em 1969, revogaram alguns dispositivos do Parágrafo 175. A rigidez do parágrafo em questão foi atenuada em 1973 e finalmente revogada em 1994, com a reunificação da Alemanha.

## Visão geral histórica
O parágrafo 175 foi adotado em 1871, logo após a unificação da Alemanha. A partir da década de 1890, os reformadores sexuais lutaram contra o "parágrafo vergonhoso", e logo conquistaram o apoio de August Bebel, chefe do Partido Social-Democrata (SPD). No entanto, uma petição no Reichstag para abolir o parágrafo 175 naufragou em 1898. Em 1907, um Comitê do Reichstag decidiu ampliar o parágrafo para tornar os atos sexuais lésbicos também puníveis, mas os debates sobre como definir a sexualidade feminina significaram que a proposta definhou e foi abandonada. Em 1929, outro Comitê do Reichstag decidiu revogar o parágrafo 175 com os votos dos sociais-democratas, do Partido Comunista (KPD) e do Partido Democrático Alemão (DDP); no entanto, a ascensão do Partido Nazista impediu a implementação da revogação. Embora modificado várias vezes, o parágrafo permaneceu parte da lei alemã até 1994.
Em 1935, os nazistas ampliaram a lei para que os tribunais pudessem julgar qualquer "ato obsceno", mesmo que não envolvesse contato físico, como se masturbar um ao lado do outro. Condenações multiplicadas por um fator de dez para mais de 8.000 por ano em 1937. Além disso, a Gestapo poderia transportar suspeitos de crimes para campos de concentração sem qualquer justificativa legal (mesmo que eles tivessem sido absolvidos ou já cumprissem sua pena na prisão). Assim, mais de 10.000 homens homossexuais foram forçados a entrar em campos de concentração, onde foram identificados pelo triângulo rosa. A maioria deles morreu lá.
Embora a perseguição nazista de homossexuais seja razoavelmente bem conhecida hoje, muito menos atenção tem sido dada à continuação dessa perseguição na Alemanha do pós-guerra. Em 1945, depois que os campos de concentração foram libertados, alguns prisioneiros homossexuais foram chamados de volta à custódia para cumprir sua sentença de dois anos nos termos do parágrafo 175. Em 1950, a Alemanha Oriental aboliu as emendas nazistas ao parágrafo 175, enquanto a Alemanha Ocidental as manteve e até mesmo as confirmou por seu Tribunal Constitucional. Cerca de 100.000 homens foram implicados em processos judiciais de 1945 a 1969, e cerca de 50.000 foram condenados. Alguns indivíduos acusados de acordo com o parágrafo 175 cometeram suicídio. Em 1969, o governo facilitou o parágrafo 175, estabelecendo uma idade de consentimento de 21 anos. A idade de consentimento foi reduzida para 18 em 1973 e, finalmente, em 1994, o parágrafo foi revogado e a idade de consentimento baixada para 14, a mesma que está em vigor para atos heterossexuais. A Alemanha Oriental já havia reformado sua versão mais branda do parágrafo em 1968 e o revogou em 1988.

## Antecedentes
A maioria das leis relacionadas à sodomia na civilização ocidental se originou do crescimento do Cristianismo durante a Antiguidade Tardia. Em 1532, a Constitutio Criminalis Carolina produziu o fundamento desse princípio de direito, que se manteve válido no Sacro Império Romano-Germânico até o final do século XVIII. Nas palavras do parágrafo 116 desse código:
A punição por fornicação que vai contra a natureza. Quando um humano comete fornicação com uma besta, um homem com um homem, uma mulher com uma mulher, eles também perdem a vida. E eles deveriam ser, de acordo com o costume comum, banidos pelo fogo da vida para a morte.
Em 1786, o austríaco Peter Leopold II aboliu a pena de morte para todos os crimes (incluindo sodomia) e substituiu-a pela prisão e trabalhos forçados. Em 1794, a Prússia introduziu o Allgemeines Landrecht, uma grande reforma das leis que substituiu a pena de morte para esse crime por uma pena de prisão. O parágrafo 143 desse código diz:

A fornicação não natural, seja entre pessoas do sexo masculino ou de humanos com feras, é punida com reclusão de seis meses a quatro anos, com a punição adicional de imediata perda dos direitos civis.
Na França, o Código Penal Revolucionário de 1791 punia atos dessa natureza apenas quando os direitos de alguém eram lesados (ou seja, no caso de um ato não consensual), que tinha como efeito a legalização completa da homossexualidade.
No curso de suas conquistas, Napoleão exportou o Código Penal francês para além da França para uma sequência de outros estados, como a Holanda. A Baviera também adotou o modelo francês e em 1813 retirou de seus livros todas as proibições de atos sexuais consensuais.
Diante desses desdobramentos, dois anos antes da fundação do Império Alemão em 1871, o reino prussiano, preocupado com o futuro do parágrafo, buscou uma base científica para esta legislação. O Ministério da Justiça designou um Deputation für das Medizinalwesen ("Deputado do conhecimento médico"), incluindo, entre outros, os famosos médicos Rudolf Virchow e Heinrich Adolf von Bardeleben, os quais, entretanto, afirmaram em sua avaliação de 24 de março de 1869 que eles não foram capazes de fundamentar cientificamente uma lei que proibia a zoofilia e a relação homossexual masculina, distinguindo-as de muitos outros atos sexuais que nem sequer eram considerados matéria de direito penal.
Não obstante, o projeto de lei penal apresentado por Bismarck em 1870 à Confederação da Alemanha do Norte manteve as disposições penais prussianas relevantes, justificando isso por preocupação com a "opinião pública".

## Império Alemão
Em 1º de janeiro de 1872, exatamente um ano depois de ter entrado em vigor pela primeira vez, o código penal da Confederação da Alemanha do Norte tornou-se o código penal de todo o Império Alemão. Com essa mudança, a relação sexual entre homens tornou-se novamente um crime punível na Baviera. Quase literalmente a partir de seu modelo prussiano de 1794, o novo parágrafo 175 do código penal imperial especificava:
A fornicação não natural, seja entre pessoas do sexo masculino ou de humanos com bestas, é punida com prisão, com a punição adicional de perda imediata dos direitos civis.
Mesmo na década de 1860, indivíduos como Karl Heinrich Ulrichs e Karl Maria Kertbeny levantaram, sem sucesso, suas vozes contra o parágrafo 143 da Prússia. No Império, a oposição mais organizada começou em 1897 com a fundação do Wissenschaftlich-humanitäres Komitee (WhK, Comitê Científico-Humanitário), uma organização de notáveis em vez de um movimento de massa, que tentou agir contra o parágrafo 175 com base na tese da natureza inata da homossexualidade.

Este caso foi discutido, por exemplo, em uma petição de 1897 redigida pelo médico e presidente do WhK Magnus Hirschfeld, pedindo a supressão do parágrafo 175; reuniu 6.000 signatários. Um ano depois, o presidente do SPD, August Bebel, levou a petição ao Reichstag, mas não obteve o efeito desejado. Pelo contrário, dez anos depois, o governo fez planos para estender o parágrafo 175 também às mulheres. Parte de seu "Esquema para um Código Penal Alemão" (E 1909) diz:
O perigo para a vida familiar e para a juventude é o mesmo. O fato de que há mais casos assim nos últimos tempos é testemunhado de forma confiável. É, portanto, do interesse da moralidade, assim como do bem-estar geral, que as disposições penais sejam estendidas também às mulheres.
Permitindo tempo para o refinamento do rascunho, ele foi definido para ser apresentado ao Reichstag não antes de 1917. A Primeira Guerra Mundial e a derrota do Império Alemão o jogaram na lata de lixo.

## República de Weimar
Houve uma vigorosa campanha de base contra o parágrafo 175 entre 1919 e 1929, liderada por uma aliança da Gemeinschaft der Eigenen e do Comitê Científico-Humanitário. Mas, assim como a época do Império, durante a República de Weimar, os partidos de esquerda não conseguiram abolir o parágrafo 175, porque não tinham maioria no Reichstag.
Os planos de um regime de centro-direita em 1925 para aumentar as penalidades do parágrafo 175 chegaram mais perto da concretização; mas eles também falharam. Além do parágrafo 296 (que correspondia ao antigo parágrafo 175), o projeto de reforma proposto previa a inclusão de um parágrafo 297. O plano era que os chamados "casos qualificados", como prostituição homossexual, sexo com jovens com menos de 21 anos e coerção sexual de um homem em situação de serviço ou trabalho, fossem classificados como "casos graves", reclassificados como crimes (Verbrechen) em vez de contravenções (Vergehen). Este ato teria pertencido não apenas à relação homossexual, mas também a outros atos homossexuais como, por exemplo, a masturbação mútua.
Ambos os novos parágrafos se baseavam na proteção da saúde pública:

Deve-se supor que é a visão alemã de que as relações sexuais entre homens são uma aberração que pode destruir o caráter e o sentimento moral. O apego a essa aberração leva à degeneração do povo e à decadência de suas forças.
Quando este projeto foi discutido em 1929 pelo comitê judiciário do Reichstag, o Partido Social Democrata, o Partido Comunista e o Partido Democrático Alemão liberal de esquerda, inicialmente conseguiram mobilizar uma maioria de 15 a 13 votos contra o parágrafo 296. Isto teria constituído legalização da homossexualidade consensual entre homens adultos. Ao mesmo tempo, uma vasta maioria - com apenas três votos divergentes do KPD - apoiou a introdução do novo Parágrafo 297 (que trata dos chamados "casos qualificados").
No entanto, esse sucesso parcial - que o WhK caracterizou como "um passo para frente e dois para trás" - veio a nada. Em março de 1930, a Comissão Interparlamentar para a Coordenação do Direito Penal entre a Alemanha e a Áustria, por uma votação de 23 a 21, recolocou o parágrafo 296 no pacote de reformas. Mas este último nunca foi aprovado, porque durante os últimos anos da República de Weimar, os anos de Präsidialkabinette, o processo legislativo parlamentar geralmente paralisou.

## Alemanha Nazista
Em 1935, os nazistas fortaleceram o parágrafo 175 ao redefinir o crime como um crime e, assim, aumentar a pena máxima de seis meses para cinco anos de prisão. Além disso, eles removeram a tradição de longa data de que a lei se aplicava apenas a relações sexuais com penetração. Uma ofensa criminal agora existiria se "objetivamente o sentimento geral de vergonha fosse ofendido" e subjetivamente "a intenção depravada estava presente para excitar o desejo sexual em um dos dois homens, ou um terceiro". O contato físico mútuo não era mais necessário.
Além disso - muito como já havia sido planejado em 1925 - um novo parágrafo 175a foi criado, punindo "casos qualificados" como schwere Unzucht ("lascívia grave") com não menos de um ano e não mais de dez anos na penitenciária. Incluindo:
- atos homossexuais forçados por meio de violência ou ameaças (estupro masculino),
- relações sexuais com um subordinado ou empregado em situação de trabalho,
- atos homossexuais com homens menores de 21 anos,
- prostituição masculina.

"Fornicação não natural com uma besta" (bestialidade) foi movida para o parágrafo 175b.
De acordo com a justificativa oficial, o parágrafo 175 foi emendado no interesse da saúde moral do Volk - o povo alemão - porque "de acordo com a experiência" a homossexualidade "se inclina para a propagação como uma praga" e exerce "uma influência ruinosa" sobre os "círculos em questão".

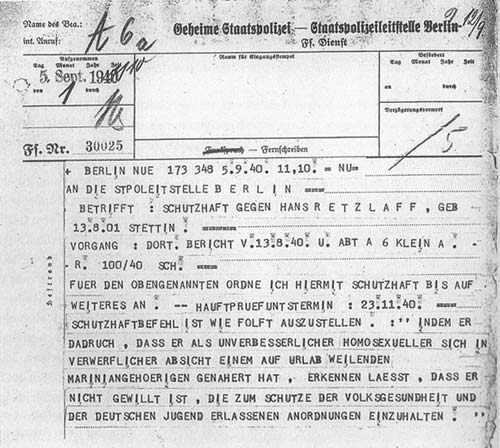
Um teletipo da Gestapo sobre providenciar a detenção preventiva de um "homossexual incorrigível"

Este agravamento do parágrafo 175 em 1935 aumentou o número de condenações em 10 vezes, para 8.000 anualmente. Apenas cerca de metade dos processos resultaram de trabalho policial; cerca de 40% resultaram de acusações privadas (Strafanzeige) por observadores não participantes e cerca de 10 por cento foram denúncias de empregadores e instituições. Assim, por exemplo, em 1938 a Gestapo recebeu a seguinte carta anônima:
Nós – uma grande parte do bloco de artistas [de apartamentos ou estúdios] em Barnayweg – peço-lhe urgentemente que observe B., morando com a Sra. F como um subinquilino, que recebe visitas diárias notáveis de rapazes. Isso não deve continuar. [...] Pedimos-lhe cordialmente que dê mais atenção ao assunto.
Em contraste com a polícia normal, a Gestapo foi autorizada a levar homens gays em prisão preventiva (Schutzhaft) de duração arbitrária sem uma acusação (ou mesmo após uma absolvição). Esse costumava ser o destino dos chamados "infratores reincidentes": no final de suas sentenças, eles não eram libertados, mas enviados para uma "reeducação" adicional (Umerziehung) em um campo de concentração. Apenas cerca de 40% desses prisioneiros do triângulo rosa – cujos números somam cerca de 10.000 – sobreviveram aos campos. Alguns deles, após sua libertação pelas Forças Aliadas, foram colocados de volta na prisão, porque ainda não haviam terminado as penas de prisão exigidas pelo tribunal por atos homossexuais.

## Depois da Segunda Guerra Mundial

### Desenvolvimento na zona de ocupação soviética e na Alemanha Oriental

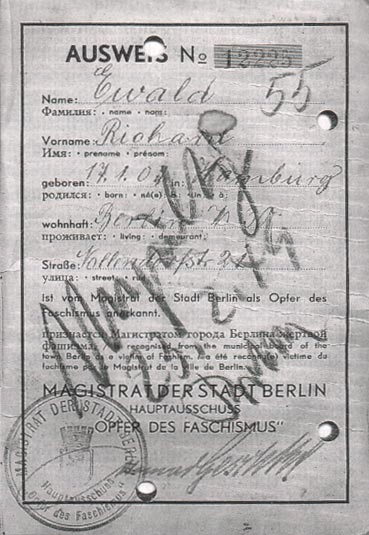
Carteira de identidade OdF inválida ("ungültig"): O Magistrado de Berlim Oriental recusou a qualquer prisioneiro de triângulo rosa o direito de receber uma pensão como "vítima do fascismo" ("Opfer des Faschismus", daí "OdF").

Na zona de ocupação soviética que mais tarde se tornou a Alemanha Oriental (ver História da Alemanha após 1945), o desenvolvimento da lei não foi uniforme. O Supremo Tribunal Provincial de Halle (Oberlandesgericht Halle, ou OLG Halle) decidiu para a Saxônia-Anhalt em 1948 que os parágrafos 175 e 175a deveriam ser vistos como injustiça perpetrada pelos nazistas, porque um desenvolvimento jurídico progressivo foi interrompido e até mesmo revertido . Atos homossexuais deveriam ser julgados apenas de acordo com as leis da República de Weimar.
Em 1950, um ano depois de ser reconstituído como República Democrática Alemã, o Tribunal de Apelação de Berlim (Kammergericht Berlin) decidiu que toda a Alemanha Oriental restabelecesse a validade da antiga forma pré-1935 do Parágrafo 175. No entanto, em contraste com a ação anterior do OLG Halle, o novo Parágrafo 175a permaneceu inalterado, porque foi dito que protegia a sociedade contra "atos homossexuais socialmente prejudiciais de caráter qualificado". Em 1954, o mesmo tribunal decidiu que o § 175a, ao contrário do § 175, não pressupunha atos equivalentes a relações sexuais. A "lascívia" (Unzucht) foi definida como qualquer ato realizado para despertar excitação sexual e "viola o sentimento moral de nossos trabalhadores".
Uma revisão do código penal em 1957 tornou possível deixar de lado o processo por uma ação ilegal que não representava nenhum perigo para a sociedade socialista por falta de consequência. Isso removeu o parágrafo 175 do corpo efetivo da lei, porque ao mesmo tempo o Tribunal de Apelação de Berlim Oriental (Kammergericht) decidiu que todas as punições decorrentes da forma antiga do parágrafo 175 deveriam ser suspensas devido à insignificância dos atos aos quais tinha sido aplicado. Com base nisso, os atos homossexuais entre adultos consentidos deixaram de ser punidos, a partir do final dos anos 1950.
Em 1º de julho de 1968, a RDA adotou seu próprio código penal. Iniciar § 151 StGB-DDR previa uma pena de até três anos de prisão ou liberdade condicional para um adulto (18 anos ou mais) que se envolvesse em atos sexuais com um jovem (menor de 18 anos) do mesmo sexo. Essa lei se aplica não apenas aos homens que fazem sexo com meninos, mas também às mulheres que fazem sexo com meninas.
Em 11 de agosto de 1987, a Suprema Corte da RDA derrubou uma condenação sob o parágrafo 151, com base em que "a homossexualidade, assim como a heterossexualidade, representa uma variante do comportamento sexual. Pessoas homossexuais, portanto, não estão fora da sociedade socialista, e os direitos civis são garantidos a eles exatamente como a todos os outros cidadãos." Um ano depois, o Volkskammer (o parlamento da RDA), em sua quinta revisão do código penal, alinhou a lei escrita com o que o tribunal havia decidido, eliminando o parágrafo 151 sem substituição. A lei foi aprovada em 30 de maio de 1989. Isso removeu todas as referências específicas à homossexualidade da lei criminal da Alemanha Oriental.

### Desenvolvimento na Alemanha Ocidental
Após a Segunda Guerra Mundial, os Aliados vitoriosos exigiram a abolição de todas as leis com conteúdo especificamente nacional-socialista; no entanto, eles deixaram para a Alemanha Ocidental decidir se a expansão das leis que regulam as relações homossexuais masculinas abrangidas pelo Parágrafo 175 deve ser mantida. Em 10 de maio de 1957, o Tribunal Constitucional Federal manteve a decisão de manter a versão de 1935, alegando que o parágrafo "não foi influenciado pela política nacional-socialista [isto é, nazista] a tal ponto que teria de ser abolido em um Estado democrático livre".

Entre 1945 e 1969, cerca de 100.000 homens foram indiciados e cerca de 50.000 homens condenados à prisão. A taxa de condenações por violação do parágrafo 175 aumentou 44% e, na década de 1960, o número permaneceu até quatro vezes maior do que nos últimos anos da República de Weimar. Muitas prisões, ações judiciais e procedimentos em Frankfurt em 1950-1951 tiveram consequências graves:
Um jovem de dezenove anos pulou do Goetheturm após ter recebido uma intimação, outro fugiu para a América do Sul, outro para a Suíça, um técnico de prótese dentária e seu amigo se envenenaram com gás de carvão. No total, houve seis suicídios conhecidos. Muitos dos acusados perderam seus empregos.
Semelhante ao pensamento durante o regime nazista, o governo argumentou que havia uma diferença entre um homem homossexual e uma mulher homossexual e que, como todos os homens eram considerados mais agressivos e predadores do que as mulheres, a lesbianidade não seria criminalizada. Portanto, argumentou-se que, embora a lesbianidade violasse a natureza, não representava a mesma ameaça à sociedade que a homossexualidade masculina.

Reunidos pela primeira vez em 1954, os especialistas jurídicos da comissão do código penal (Strafrechtskommission) continuaram a debater o futuro do parágrafo 175; embora o tribunal constitucional tenha decidido que não era inconstitucional, isso não significa que deva permanecer em vigor para sempre. Cabia, portanto, à comissão assessorar o Ministério da Justiça e o chanceler Konrad Adenauer sobre a nova forma que essa lei deveria assumir. Embora todos concordassem que a atividade homossexual era imoral, eles estavam divididos quando se tratava de se deveria ou não ser permitida a prática entre adultos consentindo em privado. Por acreditarem que os homossexuais não nasceram assim, mas sim, foram vítimas da sedução, os funcionários do Ministério da Justiça continuaram preocupados que, se libertados da pena penal, os homossexuais adultos intensificassem sua "propaganda e atividade em público" e colocassem os jovens em risco. Durante a administração do governo do chanceler Konrad Adenauer, um projeto de código penal para a Alemanha Ocidental (conhecido como Strafgesetzbuch E 1962; nunca foi adotado) justificou a manutenção do parágrafo 175 da seguinte forma:
No que diz respeito à homossexualidade masculina, o sistema jurídico deve, mais do que em outras áreas, erguer um baluarte contra a disseminação desse vício, que de outra forma representaria um sério perigo para a vida saudável e natural das pessoas.